# Puno (regio)
Puno (Aymara: Puno; Quechua: Punu) is een regio van Peru. De regio heeft een oppervlakte van 71.999 km² en heeft 1.415.608 inwoners (2015). De hoofdstad is Puno, gelegen aan het Titicacameer.
De regio grenst in het oosten aan Bolivia, in het noorden aan Madre de Dios, in het westen aan Cuzco en Arequipa, aan Moquegua in het zuidwesten en aan Tacna in het zuiden.

## Bestuurlijke indeling
De regio is verdeeld in 13 provincies, die weer zijn onderverdeeld in 110 districten. Achter elke provincie wordt de hoofdplaats genoemd.
| Nr. | Provincie             | Inwoners | Oppervlakte | UBIGEO | Districten | Hoofdplaats | Inwoners |
| --- | --------------------- | -------- | ----------- | ------ | ---------- | ----------- | -------- |
| 1   | Azángaro              | 110.392  | 4.970 km²   | 2102   | 15         | Azángaro    | 35.230   |
| 2   | Carabaya              | 73.322   | 12.266 km²  | 2103   | 10         | Macusani    | 12.664   |
| 3   | Chucuito              | 89.002   | 3.978 km²   | 2104   | 7          | Juli        | 21.462   |
| 4   | El Collao             | 63.878   | 5.600 km²   | 2105   | 5          | Ilave       | 28.843   |
| 5   | Huancané              | 57.651   | 2.805 km²   | 2106   | 8          | Huancané    | -        |
| 6   | Lampa                 | 40.856   | 5.791 km²   | 2107   | 10         | Lampa       | 14.780   |
| 7   | Melgar                | 67.138   | 6.446 km²   | 2108   | 9          | Ayaviri     | 25.057   |
| 8   | Moho                  | 19.753   | 1.005 km²   | 2109   | 4          | Moho        | 2.365    |
| 9   | Puno                  | 219.494  | 6.493 km²   | 2101   | 15         | Puno        | 129.922  |
| 10  | San Antonio de Putina | 36.113   | 3.207 km²   | 2110   | 5          | Putina      | 9.501    |
| 11  | San Román             | 307.417  | 2.277 km²   | 2111   | 5          | Juliaca     | -        |
| 12  | Sandia                | 50.742   | 11.862 km²  | 2112   | 10         | Sandia      | 8.000    |
| 13  | Yunguyo               | 36.929   | 290 km²     | 2113   | 7          | Yunguyo     | 11.890   |